# Діксі (округ, Флорида)
Шаблон:StateAbbr_ 29°35′ пн. ш. 83°11′ зх. д. / 29.59° пн. ш. 83.19° зх. д.
Округ Діксі (англ. Dixie County) — округ (графство) у штаті Флорида, США. Ідентифікатор округу 12029.

## Історія
Округ утворений 1921 року.

## Демографія
За даними перепису 2000 року загальне населення округу становило 13827 осіб, зокрема міського населення було 3195, а сільського — 10632. Серед мешканців округу чоловіків було 7364, а жінок — 6463. В окрузі було 5205 домогосподарств, 3660 родин, які мешкали в 7362 будинках. Середній розмір родини становив 2,87.
Віковий розподіл населення поданий у таблиці:
| Стать    | До 15 років | 15-21 | 22-29 | 30-39 | 40-49 | 50-65 | 65-85 | Понад 85 |
| -------- | ----------- | ----- | ----- | ----- | ----- | ----- | ----- | -------- |
| Чоловіки | 1249        | 662   | 728   | 1103  | 1089  | 1358  | 1122  | 53       |
| Жінки    | 1211        | 597   | 511   | 726   | 873   | 1351  | 1082  | 112      |

## Суміжні округи
- Лафаєтт — північ
- Гілкріст — схід
- Леві — південний схід
- Тейлор — північний захід